# Bonyhád
Bonyhád [boňhád] (německy Bonnhard) je město v Maďarsku v župě Tolna, těsně u hranic župy Baranya. Nachází se asi 16 km jihozápadně od Szekszárdu a je správním městem stejnojmenného okresu. V roce 2018 zde žilo 12 982 obyvatel. Podle údajů z roku 2001 zde byli 87,4 % Maďaři a 2,7 % Romové. Poblíže se nachází též město Nagymányok a obce Aparhant, Bonyhádvarasd, Cikó, Grábóc, Hidas, Kakasd, Kisdorog, Mőcsény a Zomba. Okolí města vyplňují četné vinice.

## Historie
V lokalitě okolo dnešního Bonyhádu byly objeveny keltské archeologické nálezy. Jako samostatné sídlo existuje přibližně od 14. století. Přechodné období bylo poznamenáno hrozbou vylidnění pod tureckou okupací.
Město mělo ve 14. století svůj kostel, a to v gotickém stylu. Turci jej zcela zničili v roce 1542, pravděpodobně jej vypálili.Postupem času byly některé kameny z trosek jeho zdí odstraněny, jak bylo v té době zvykem, a základy byly nakonec zasypány zeminou. Při vykopávkách polorozbořené zříceniny našli archeologové kus bronzového zvonu a mince z 15. století.
Město bylo po turecké okupaci postupně dosidlováno, po Turcích zdědilo bohatou národnostní i náboženskou strukturu. V Bonyhádu společně Maďaři, Srbové, později Němci a Židé. Později město osídlili také lidé z území dnešního Slovenska a Sedmihradska. Ve městě tak žili společně katolíci, luteráni, reformovaní a Židé. V roce 1872 se Bonyhád stal pohou obcí, neboť ztratil původní statut města s tržním právem a v roce 1903 velkou obcí.
Mezi dvěma světovými válkami se Bonyhád stal jedním z ústředních dějišť střetu mezi německou menšinou, která bojovala za svá národní práva, a mocnostmi, které měly zájem na její asimilaci. Po druhé světové válce koaliční vláda zkonfiskovala veškerý majetek značného počtu Němců a vyhnala je z vlasti. Do prázdných domů byli dosídleni Maďaři z oblastí, které se po Trianonské smlouvě nacházely za hranicemi Maďarska.

## Pamětihodnosti
V Bonyhádu stojí synagoga, dále kostel Neposkvrněného početí Panny Marie (maďarsky Szeplőtelen fogantatás templom). Stojí zde také dvě regionální muzea a muzeum školství, město má také svoji knihovnu, které je pojmenována po Imre Solymárovi.

## Doprava
Městem prochází silnice celostátního významu č. 6.
Železniční stanice (Hidás-Bonyhád) je umístěna jižně od města. Do samotného Bonyhádu vede železniční vlečka, kterou využívají místní průmyslové podniky.

## Partnerská města
Město má celkem 8 partnerských měst:
- Wernau, Německo (1989)
- Hochheim am Main, Německo (1997)
- Tvrdošovce, Slovensko (1998)
- Jastrowie, Polsko (2005)
- Pančevo, Srbsko (2010)
- Treuchtlingen, Německo (2011)
- Borsec, Rumunsko (2013)
- Siculeni, Rumunsko (2016)